# چاه انجیرگلوروباط
چاه انجیرگلوروباط، روستایی از توابع بخش مرکزی شهرستان حاجی‌آباد در استان هرمزگان ایران است.
این روستا به همراه روستای بوئیه، شمالی ترین نقطه استان هرمزگان از لحاظ مختصات جغرافیایی و مسکونی بودن هستند.

## جمعیت
این روستا در دهستان درآگاه قرار دارد و براساس سرشماری مرکز آمار ایران در سال ۱۳۸۵، جمعیت آن ۳۴ نفر (۱۰خانوار) بوده‌است.